# (14843) 1988 VP3
1988 في بي 3 (ويعرف أيضًا باسم (14843) 1988 في بي 3 وفق تسمية الكوكب الصغير) (بالإنجليزية: 1988 VP3)‏ هو كويكب ضمن حزام الكويكبات؛ وترتيبه 14843 من حيث الاكتشاف.
اكتُشف هذا الجُرم الفلكي بواسطة Yoshiaki Oshima ‏ في 12 نوفمبر 1988.

## وصلات خارجية
- (14843) 1988 VP3 في قاعدة بيانات مختبر الدفع النفاث لأجرام النظام الشمسي الصغيرة

- الاكتشاف · مخطط المدار ·  العناصر المدارية · المعلمات المادية

- (14843) 1988 VP3 على موقع ويكي سكاي: DSS2, SDSS, GALEX, IRAS, Hydrogen α, X-Ray, Astrophoto, Sky Map, Articles and images